# Бобровка (приток Лужи)
Бобровка — река в Калужской области России, протекает по территории Боровского района. Впадает в реку Лужу в 39 км от её устья по левому берегу. Длина реки составляет 19 км, площадь водосборного бассейна — 102 км².

## Данные водного реестра
По данным государственного водного реестра России относится к Окскому бассейновому округу, водохозяйственный участок реки — Протва от истока и до устья, речной подбассейн реки — Бассейны притоков Оки до впадения Мокши. Речной бассейн реки — Ока.
По данным геоинформационной системы водохозяйственного районирования территории РФ, подготовленной Федеральным агентством водных ресурсов:
- Код водного объекта в государственном водном реестре — 09010100612110000022233
- Код по гидрологической изученности (ГИ) — 110002223
- Код бассейна — 09.01.01.006
- Номер тома по ГИ — 10
- Выпуск по ГИ — 0